# Oedignatha tricuspidata
Oedignatha tricuspidata är en spindelart som beskrevs av Eduard Reimoser 1934. Oedignatha tricuspidata ingår i släktet Oedignatha och familjen flinkspindlar. Inga underarter finns listade i Catalogue of Life.